# CoolNovo
CoolNovo (voorheen ChromePlus) was een door MapleStudio ontwikkelde Chinese webbrowser gebaseerd op Chromium. De browser was beschikbaar voor Windows en ook enige tijd voor Linux. De browser is net als Google Chrome gratis en heeft bovendien meer functionaliteit, zoals het weergeven van een site met Trident en een ingebouwde downloadmanager die opent in een apart venster (standaard uitgeschakeld). De RLZ-volgfunctie ontbreekt.
CoolNovo is in vele talen beschikbaar, waaronder het Nederlands.
De laatste versie is 2.0.9.20.

## Functies
- Wisselen tussen de layout-engines WebKit (standaard) en Trident
- Tabbladen om verschillende websites te openen tegelijkertijd
- Zoeken in een pagina
- Afdrukken en opslaan van webpagina's